# 花満開 (お笑い芸人)
花満開（はなまんかい、本名：花増 顕（はなます あきら）、1969年8月21日 - ）はかつてサンミュージックに所属し、現在フリーのピン芸人。ギター漫談師。愛知県出身。
血液型：B型。身長177センチ。体重69キロ。趣味は釣り・車をいじること。

## 経歴
- 1997年 - トリオ「バターフィッシュ」の一員として渡辺プロダクション月例若手ライブでデビュー。
- 2001年 - ギャクプロレス団体「西口プロレス」旗揚げメンバーの1人でリングアナウンサー、実況アナウンサーを担当。
- 2004年 - ピン芸人を経てお笑いコンビ「楽天」（後にオレンジパッションに改名）に2代目メンバーとして加入。

当時の相方は世界のうめざわ（コンビ時代の芸名は、生（うめ））。
2004年10月1日、オレンジパッション解散。再びピン芸人に戻る。その後、所属していたサンミュージック企画を離れる。

## 人物・逸話
派手な花柄のスーツを着ているのが特徴。また、以前はアフロヘアーだった。
以前は相当なギャンブラーだったらしく、パチンコで500万円借金したことがあるという。また芸人になる前はスカウトマンをしていたときもある。
親交があるモノマネ芸人のミラクルひかるが司会を務めるくるくるミラクリング（GyaOにて放送）にゲストとして出演した時に、顔が大きいことなどを指摘されるなど、散々いじられた。また、初めてミラクルとイベントで出会った際、花はミラクルに対し「かわいい」と思っていたそうだが、ミラクルは花を見て逆に「気持ち悪い」と思っていたことを告白。
主にギター漫談をしており、ネタの代表作に三十歳にまつわる「三十路の歌」がある。この他にも「ヨイショの歌」などもある。
前述の通り、顔が大きい。それを確定するエピソードとして昔、新聞の勧誘で家を訪ねてきた初対面の男にいきなり「きみ、舞台映えだね」と言われた。しかし、当の本人は、当時役者を目指していたこともあって逆にうれしくなり、結局その新聞を三ヶ月間とったらしい。
ルックスがよく、西口プロレスの試合の際には所属レスラーでゲイキャラのラブセクシー・ローズに襲われる、デートに誘われるのがほぼ定番となっている（あくまでネタ）。
モノマネが得意でなく、モノマネ番組のオーディションで、番組プロデューサー相手にジョン・カビラのモノマネをした際、あまりに似ていなかったためプロデューサーがイスから転げ落ちたという逸話がある。

## 出演作品

### テレビ番組
- 爆笑そっくりものまね紅白歌合戦スペシャル（フジテレビ）
- 王様のブランチ（TBS）
- カンニングの恋愛中毒（GyaO）
- 逸品刑事（JCNプラスチャンネル）

### 映画
- 演じ屋
- デトロイド・メタル・シティ（2008年）